# Victoria Open 2023
Die Victoria Open 2023 im Badminton fanden vom 2. bis zum 3. Dezember 2023 in Albert Park statt.

## Sieger und Platzierte
| Disziplin    | Gold                                       | Silber                                 | Bronze                                  |
| ------------ | ------------------------------------------ | -------------------------------------- | --------------------------------------- |
| Herreneinzel | Ricky Tang                                 | Ashwant Gobinathan                     | Bufan Gu                                |
| Herreneinzel | Ricky Tang                                 | Ashwant Gobinathan                     | Landon Hosea Kurniawan                  |
| Dameneinzel  | Quennie Laurentia                          | Audrey Ho                              | Victoria Na                             |
| Dameneinzel  | Quennie Laurentia                          | Audrey Ho                              | Hanna Zhang                             |
| Herrendoppel | Rizky Hidayat Ismail Frengky Wijaya Putra  | Rizwan Azam Raja Muhammad Hasnain      | Marcus Kong Wilson Wee Sen To           |
| Herrendoppel | Rizky Hidayat Ismail Frengky Wijaya Putra  | Rizwan Azam Raja Muhammad Hasnain      | Nelson Oon Otto Zhao                    |
| Damendoppel  | Joyce Choong Yang Li Lian                  | Grezel Alcuitas Audrey Ho              | Kishen Lew Yee-Yuan Lim                 |
| Damendoppel  | Joyce Choong Yang Li Lian                  | Grezel Alcuitas Audrey Ho              | Dian Permata Sari Citra Putri Sari Dewi |
| Mixed        | Rizky Hidayat Ismail Citra Putri Sari Dewi | Frengky Wijaya Putra Dian Permata Sari | Felix Wang Khoo Lee Yen                 |
| Mixed        | Rizky Hidayat Ismail Citra Putri Sari Dewi | Frengky Wijaya Putra Dian Permata Sari | Rayne Wang Louisa Ma                    |